# Stanisław Kłosowski (biolog)
Stanisław Kłosowski (ur. 13 września 1952) – polski biolog, specjalista w zakresie ekologii roślin i hydrobotaniki, profesor nauk biologicznych, profesor zwyczajny Uniwersytetu Warszawskiego i Uniwersytetu Jana Kochanowskiego w Kielcach.

## Życiorys
W 1977 ukończył studia na Wydziale Biologii Uniwersytetu Warszawskiego. Doktoryzował się w 1983, a stopień doktora habilitowanego uzyskał w 1992 w oparciu o pracę pt. Roślinność litoralu wód stojących – ekologia, dynamika i wartość bioindukcyjna. Tytuł naukowy profesora nauk biologicznych otrzymał 14 grudnia 1999.
Zawodowo związany z Uniwersytetem Warszawskim, na którym w 2007 objął stanowisko profesora zwyczajnego. W latach 2005–2008 i 2009–2014 był dyrektorem Instytutu Botaniki, zaś w latach 1999–2005 pełnił funkcję przewodniczącego rady naukowej tej jednostki. Na UW kierował Zakładem Botaniki Środowiskowej (1997–2007) oraz Zakładem Ekologii Roślin i Ochrony Środowiska (2008–2014). Ponadto w latach 1993–2002 był sekretarzem rady Wydziału Biologii. Na UW pracował do 2014. W 2012 objął stanowisko profesora zwyczajnego na Uniwersytecie Jana Kochanowskiego w Kielcach (związany z Katedrą Ochrony i Kształtowania Środowiska na Wydziale Matematyczno-Przyrodniczym).
Specjalizuje się w ekologii roślin i hydrobotanice. Opublikował ok. 120 prac, w tym książkę pt. Rośliny wodne i bagienne (2001, wydanie zaktualizowane 2015, wraz z Grzegorzem Kłosowskim). Członek Polskiego Towarzystwa Botanicznego.
Jest bratem Tomasza i Grzegorza, fotografów przyrody i propagatorów polskiej natury.
W 2022 wraz z braćmi obchodził 50-lecie wspólnej twórczej pracy. Z tej okazji Biebrzański Park Narodowy w ramach 76. Wszechnicy Biebrzańskiej, 26 i 27 marca 2022 zorganizował poświęcony im benefis 50-lecie pracy braci Kłosowskich.

## Odznaczenia
- Medal im. Prof. Bolesława Hryniewieckiego (2013)[4]

## Publikacje
- Carska Droga, współpraca z braćmi Tomaszem i Grzegorzem, Chyra.pl, Białowieża 2022 ISBN 978-83-9388-93-7-2
- Rośliny Polski, tekst: Barbara Sudnik-Wójcikowska, Anna Orczewska, zdjęcia m.in. Grzegorz i Stanisław Kłosowscy, Oficyna Wydawnicza Multico, Warszawa 2018
- Rośliny wodne i bagienne, z serii Flora Polski, ze zdjęciami Grzegorza Kłosowskiego, Multico, Warszawa 2001, (II) 2006, (III) 2007, (IV) 2015, (V) 2022 ISBN 978-83-7763-609-1
- Ptaki biebrzańskich bagien, współpraca z braćmi Tomaszem i Grzegorzem, Krajowa Spółdzielnia Artystyczno-Techniczna KSAT, Warszawa 1991, ISBN 83-00-03405-6